# スタイレム瀧定大阪
スタイレム瀧定大阪株式会社（スタイレムたきさだおおさか） は、大阪市浪速区に本社を置く繊維専門商社である。

## 概要
2001年（平成13年）8月1日に瀧定（現 瀧定名古屋）から会社分割により、瀧定大阪株式会社として設立された。
2015（平成27年）に、瀧定大阪をグループ本社とする経営体制に移行し、100%子会社としてスタイレム株式会社を設立し、全事業を継承した。
2021年（令和3年）2月1日に、スタイレム株式会社を吸収合併し、スタイレム瀧定大阪株式会社に商号変更した。

## 拠点
日本
- 大阪本社
- 東京オフィス
- 原宿オフィス

海外
- タイ バンコク：バンコク駐在員事務所
- 韓国 ソウル：スタイレムコリア株式会社
- 中国 上海：瀧定大阪商貿（上海）有限公司、時代夢商貿（上海）有限公司
- 中国 北京：瀧定大阪商貿（上海）有限公司北京分公司
- 中国 厦門：瀧定大阪商貿（上海）有限公司厦門分公司
- 中国 深圳：時代夢商貿（深圳）有限公司
- 中国 香港：時代夢国際（香港）有限公司、iPalette (HK) Limited
- ベトナム ホーチミン：STYLEM INTERNATIONAL (H.K.) LTD. / THE REPRESENTATIVE OFFICE IN BINH DUONG PROVINCE
- インドネシア バンドン：PT STYLEM INTERNATIONAL INDONESIA
- インド ニューデリー：STYLEM INTERNATIONAL (INDIA) PVT. LTD.
- イタリア プラート：STYLEM ITALIA S.R.L.
- アメリカ ニューヨーク：STYLEM USA INC.